# Antongilitis
Antongilitis is een geslacht van kevers uit de familie bladkevers (Chrysomelidae).
De wetenschappelijke naam van het geslacht werd in 1916 gepubliceerd door Julien Achard.

## Soorten
- Antongilitis andreonei Daccordi, 2001